# پورس (اورگن)
پورس (به انگلیسی: Powers) شهری در شهرستان کوس ایالت اورگن است و در سرشماری سال ۲۰۱۱ میلادی، ۶۸۹ نفر جمعیت داشته که نسبت به سال ۲۰۱۰، ۰٫۱۵ درصد رشد جمعیت داشته‌است.